# Hivernacle (Barcelona)
L'Hivernacle és una obra de l'arquitectura del ferro de Barcelona protegida com a Bé Cultural d'Interès Local des del 2000, situada al Parc de la Ciutadella, construïda entre 1883 i 1887.

## Descripció
Obra de Josep Amargós i Samaranch, encara que va ser projectat primerament per Josep Fontserè com a part del programa científic format també pel Museu Martorell de Geologia i per l'Umbracle. Està situat al Parc de la Ciutadella, al costat del Castell dels Tres Dragons. Es pot accedir lliurement a la nau central de l'hivernacle a través d'unes petites escales situades a cada extrem de les dues entrades.
L'estructura de l'hivernacle és feta de metall i amb els tancaments tots de vidre per deixar passar la llum. Està format per tres naus de les quals la principal queda oberta per dos dels costats amb la coberta a dos vessants i les laterals tenen les quatre parets de ferro i vidre i amb l'accés per la nau central. Els elements decoratius són sobris i reprodueixen elements hel·lenístics de ferro fos com palmetes, formes lobulades i els coronaments de la coberta. Tant a l'interior com a l'exterior hi ha l'escut de la ciutat de Barcelona al timpà de la nau central.
Arran de la restauració de 2021 a 2023, es van poder recuperar i restaurar les pintures decoratives amb motius florals originals de l'hivernacle, fetes per Alexandre de Riquer i Ynglada.

## Història
Inicialment, va ser projectat per Josep Fontserè, però finalment s'aixecà segons el projecte de Josep Amargós i Samaranch. De la mateixa manera que l'umbracle, l'hivernacle s'utilitzà durant l'Exposició Universal de 1888 com a saló de festes i conferències, tot i que va ser construït per a conrear-hi i exhibir-hi plantes tropicals.
Va funcionar un temps com a restaurant, i des de 2006 restà en desús. A partir d'aleshores, l'Ajuntament hi va fer diverses obres. Les darreres reformes projectades van anunciar-se a finals de 2015 i havien de finalitzar l'estiu de 2016, però van paralitzar-se a causa del concurs de creditors en què va entrar l'empresa encarregada.
A principis de febrer de 2020 l'edifici tenia parts rovellades, alguns vidres trencats i les parets escrostonades, després de gairebé 14 anys tancat i sense manteniment, més enllà del reg de les plantes.
El 30 d'agost de 2022 s'iniciaren les obres de remodelació de l'hivernacle, amb la intenció de restaurar l'edifici patrimonial i resoldre les patologies detectades en la darrera actuació i finalitzar-ne la restauració interior i exterior, amb un valor estimat de 2 milions d'euros.
A part de resoldre les patologies detectades, es va dotar a l'edifici d'un sistema de ventilació monitoritzat i humidificadors, així com gota a gota d'aigua freàtica per al reg.
Durant la restauració es van trobar i recuperar les pintures originals d que decoraven les parets de l'hivernacle i que havien estat cobertes en posteriors reformes. També es van replantar espècies tropicals i sub-tropicals per tal de recuperar l'aspecte històric de l'hivernacle de basant-se en el període de 1965 a 1980.
El 18 de Desembre de 2023 l'hivernacle va tornar a obrir al públic com a espai d'esbarjo per la ciutadania i com espai on realitzar activitats de petit format que tinguin l'objectiu de promoure la divulgació del patrimoni natural, cultural, científic i històric de la ciutat. La reforma es va incloure dins el pla de la Ciutadella del Coneixement, que busca generar un pol de coneixement i recerca a la Ciutadella.